# Euploea mazares
Euploea mazares är en fjärilsart som beskrevs av Doubleday 1847. Euploea mazares ingår i släktet Euploea och familjen praktfjärilar. Inga underarter finns listade i Catalogue of Life.